# Tony Stark (Vũ trụ Điện ảnh Marvel)
Anthony Edward Stark, thường được gọi là Tony Stark, là một nhân vật hư cấu do Robert Downey Jr. thủ vai trong nhượng quyền điện ảnh Vũ trụ Điện ảnh Marvel (MCU), dựa trên nhân vật truyện tranh cùng tên của Marvel Comics và thường được biết đến với bản ngã Người Sắt. Trong các phim điện ảnh, Tony Stark là một nhà tư bản công nghiệp, nhà phát minh thiên tài và tay chơi cừ khôi, kiêm giữ chức vụ CEO của tập đoàn Stark Industries. Vào giai đoạn đầu của loạt phim, anh là nhà sản xuất vũ khí cho quân đội Hoa Kỳ, cho đến khi anh thay đổi trái tim và chuyển kiến thức kĩ thuật của mình để tạo một bộ giáp siêu năng lực. Anh sử dụng bộ giáp để chiến đấu chống lại những kẻ đe dọa nền hòa bình trên thế giới. Anh trở thành thành viên sáng lập và lãnh đạo Avengers. Sau khi chương trình Ultron của mình thất bại, xung đột nội bộ với Avengers do hiệp định Sokovia và Thanos đã thành công xoá sổ một nửa sự sống trên trái đất trong một cú búng tay, Stark nghỉ hưu, kết hôn với Pepper Potts và họ có với nhau một cô con gái là Morgan. Tuy nhiên, Stark tái gia nhập với Avengers trong một nhiệm vụ cuối cùng để khôi phục lại hành động của Thanos. Anh đã tạo ra du hành thời gian, và Avengers đã thành công mang lại sự sống trên khắp vũ trụ. Trong trận chiến, Stark đã phải hy sinh mạng sống của mình để đánh bại Thanos và đội quân của hắn. Stark đã chọn Peter Parker làm người kế vị.
Stark là một trong những nhân vật trung tâm của Vũ trụ Điện ảnh Marvel, đã xuất hiện trong 9 bộ phim tính đến năm 2019. Nhân vật và vai diễn của Downey được ghi nhận là đã giúp MCU xây dựng một loạt phim trị giá hàng tỷ đô la, với sự tiến hóa của nhân vật trong suốt loạt phim được mô tả là "vòng cung xác định của Vũ trụ Điện ảnh Marvel".
Các phiên bản thay thế của Stark từ đa vũ trụ xuất hiện trong loạt hoạt hình What If...? (2021), do Mick Wingert lồng tiếng.

## Ý tưởng chủ đạo và sáng tạo
Tony Stark lần đầu tiên xuất hiện với tư cách là một nhân vật truyện tranh, trong Tales of Suspense #39 (bìa tháng 3 năm 1963), một sự kết hợp giữa biên tập viên và hoạ sĩ Stan Lee, người viết kịch bản Larry Lieber, người viết truyện Don Heck, và hoạ sĩ vẽ bìa và nhân vật Jack Kirby. Lee muốn tạo ra "một nhà tư bản" một nhân vật đi ngược lại với tinh thần của thời đại và lượng độc giả của Marvel. Ngoại hình và tính cách của nhân vật này được Lee dựa trên Howard Hughes,là "một trong những người đàn ông nổi bật nhất của thời đại chúng ta. Anh ấy là một nhà phát minh, một nhà thám hiểm, một tỷ phú, một quý ông và cuối cùng là một kẻ điên".Trang phục ban đầu của nhân vật là một bộ đồ bọc thép cồng kềnh màu xám, được thay thế bằng màu vàng trong câu chuyện thứ hai (số 40, tháng 4 năm 1963), và được thiết kế lại thành bộ giáp đỏ và vàng đẹp hơn trong số 48 (tháng 12 năm 1963) của Steve Ditko.Lee và Kirby đưa Iron Man vào The Avengers #1 (tháng 9 năm 1963) với tư cách là thành viên sáng lập của đội siêu anh hùng. Vào giữa những năm 2000, với một số bộ phim được làm từ các tài sản khác của Marvel được cấp phép cho các hãng phim khác, Kevin Feige nhận ra rằng Marvel vẫn sở hữu quyền đối với các thành viên cốt lõi của Avengers, trong đó có Iron Man. Feige, một "fanboy" tự xưng đã hình dung việc tạo ra một vũ trụ chung giống như những người sáng tạo Stan Lee và Jack Kirby đã làm với truyện tranh của họ vào đầu những năm 1960.
Jon Favreau, người được chọn làm đạo diễn cho phần phim Iron Man đầu tiên, cảm nhận được quá khứ của Downey khiến anh trở thành lựa chọn thích hợp cho vai diễn này, và nam diễn viên có thể biến Stark thành một "tên khốn đáng yêu", nhưng đồng thời cũng khắc hoạ một hành trình đầy cảm xúc chân thực, anh ấy đã chinh phục được khán giả. Cuối cùng thì Downey là sự lựa chọn của hãng phim cho nhân vật đầu tiên trong vũ trụ điện ảnh ngày càng mở rộng của họ. Favreau cũng bị Downey thu hút từ màn hoá thân của anh ấy trong Kiss Kiss Bang Bang (2005), Downey thường xuyên trao đổi với đạo diễn của bộ phim đó là Shane Black, về kịch bản và lời thoại trong Iron Man.

## Tiểu sử nhân vật hư cấu

### Đầu đời
Anthony Edward "Tony" Stark sinh ngày 29 tháng 5 năm 1970 tại Manhattan, New York, con của Howard Stark, một nhà phát minh và doanh nhân thiên tài nổi tiếng, và Maria Stark, một nhà hoạt động xã hội và nhà từ thiện. Lớn lên với sự giám sát của quản gia của gia đình là Edwin Jarvis, cuộc sống của anh và bố đặc trưng là sự vô cảm lạnh lùng. Thấy rằng con trai mình có thể đạt được những điều tuyệt vời, Howard đã cố gắng truyền cảm hứng cho cậu bé bằng những cuộc trò chuyện liên tục về vai trò của mình trong việc tạo ra Captain America. Trái với sự kì vọng của Howard, điều này khiến Stark cảm thấy cay đắng anh cảm thấy thấy bố của mình tự hào về những phát minh của mình còn hơn là gia đình. Là một thần đồng, Stark đã theo học tại MIT trong hai năm bắt đầu từ năm 14 tuổi và tốt nghiệp xuất sắc năm 17 tuổi.
Vào ngày 16 tháng 12 năm 1991, khi Stark 21 tuổi, bố mẹ anh đến Bahamas, dự định dừng lại ở Lầu Năm Góc để giao huyết thanh siêu chiến binh mà Howard đã phát triển lại. Thay vào đó, cả hai đã thiệt mạng trong một vụ tai nạn - sau đó được biết đây là vụ ám sát được thực hiện bởi Chiến binh mùa đông, người bị Hydra kiểm soát tâm trí để đánh cắp huyết thanh Kết quả là, Stark thừa kế công ty của bố mình, trở thành Giám đốc điều hành của Stark Industries. Trong những năm ấy, anh ta trở nên nổi tiếng với tư cách là một nhà thiết kế và phát minh vũ khí, đồng thời anh ta có một lối sống ăn chơi. Tại một bữa tiệc đón giao thừa cho niên kỉ mới, anh ấy đã tham dự một hội nghị ở Bern, nơi mà anh gặp nhà khoa học Maya Hansen, người phát minh ra phương pháp điều trị tái tạo thử nghiệm Extremis, và Aldrich Killian, anh đã từ chối lời đề nghị làm việc cho Cơ học Ý tưởng Tiên tiến của Killian.

### Trở thành Người Sắt
Năm 2010, Stark đến Afghanistan đang bị chiến tranh tàn phá cùng với người bạn và là liên lạc viên quân sự, Trung tá James Rhodes để giới thiệu tên lửa "Jericho" mới của Stark. Sau cuộc khủng bố, đoàn xe bị phục kích và Stark bị thương nặng và bị bắt cóc bởi một nhóm khủng bố, Ten Rings. Người bạn bị giam giữ cùng là Ho Yinsen, một tiến sĩ, cấy một nam châm điện vào ngực của Stark để ngăn chặn các mảnh đạn chạm tới tim và giết chết anh ta.
Stark và Yinsen đã bí mật chế tạo một máy phát điện nhỏ, được gọi là lò phản ứng hồ quang để cung cấp năng lượng cho nam châm điện của Stark và một bộ giáp trợ lực. Khi Ten Rings tấn công vào căn cứ, Yinsen đã hy sinh bản thân để đánh lạc hướng chúng trong khi bộ giáp được hoàn thành. Stark mặc giáp chiến đấu ra khỏi căn cứ để tìm Yinsen đang hấp hối, sau đó anh đốt hết vũ khí của Ten Rings trong cơn tức giận và bay đi, hạ cánh bằng cách đâm sầm vào sa mạc. Được Rhodes giải cứu, Stark trở về nhà và thông báo rằng công ty của anh sẽ không sản xuất vũ khí nữa. Trong xưởng tại căn nha của anh, Stark chế tạo một phiên bản đẹp hơn, mạnh mẽ hơn cho bộ giáp ngẫu hứng của mình cũng như một lò phản ứng hồ quang mạnh hơn. 
Stark biết rằng Obadiah Stane đã tham gia buôn lậu vũ khí cho tội phạm trên toàn thế giới và đang dàn dựng một cuộc đảo chính để thay thế anh làm Giám đốc điều hành của Stark Industries. Stark trong bộ giáp mới, bay đến Afghanistan và cứu người dân. Stane phục kích Stark tại nhà của anh và lấy đi lò phản ứng hồ quang từ ngực anh, tiết lộ rằng Stane là người đằng sau vụ bắt cóc Stark. May mắn, Stark đã giữ lại được lò phản ứng hồ quang ban đầu để có thể đánh bại Stane. Ngày hôm sau, tại một cuộc họp báo, Stark đã công khai thừa nhận mình là "Người Sắt".

### Chiến đấu với Vanko
Sáu tháng sau vào năm 2011, danh tiếng của Stark đã tăng lên và anh ấy đã sử dụng bộ đồ Người sắt của mình cho mục đích hoà bình, chống lại áp lực của chính phủ để bán các thiết kế của mình. Anh tái lập Stark Expo để tiếp tục di sản của cha mình, nhưng phát hiện ra rằng lõi paladi trong lò phản ứng hồ quang giúp Stak sống sót và cung cấp năng lượng cho bộ giáp đang dần giết chết anh. Ngày càng trở lên liều lĩnh và tuyệt vọng về cái chết cận kề của mình, anh ta bổ nhiệm Pepper Potts làm Giám đốc điều hành tại Stark Industries. 
Stark thi đấu tại giải Monaco Historic Grand Prix và bị tấn công giữa cuộc đua bởi Ivan Vanko, người sử dụng roi điện chạy bằng lò phản ứng hồ quang thu nhỏ. Stark mặc bộ giáp Mark V của mình và đánh bại Vanko, nhưng bộ đồ đã bị hư hại nghiêm trọng. Tại bữa tiệc sinh nhật của mình, Stark say xỉn khi mặc bộ đồ Mark IV. Rhodes mặc bộ giáp nguyên mẫu Mark II của Stark và cố gắng kiềm chế anh ta. Cuộc chiến kết thúc trong bế tắc, Rhodes đã tịch thu Mark II cho Không quân Hoa Kỳ.
Stark phát hiện ra một thông điệp ẩn giấu từ cha mình, một sơ đồ cấu trúc của một nguyên tố mới mà Stark tổng hợp lại được. Tại hội trợ triển lãm, đối thủ của Stark là Justin Hammer cho ra máy bay không người lái bọc thép của Vanko, do Rhodes dẫn đầu trong một phiên bản vũ khí hạt nặng của bộ giáp Mark II. Stark đến trong bộ giáp Mark VI để cảnh báo Rhodes, nhưng Vanko đã điều khiển từ xa cả máy bay không người lái và áo giáp của Rhodes tấn công Người Sắt. Stark và Rhodes cùng nhau đánh bại Vanko và máy bay không người lái của hắn. Sau khi cứu Pepper Potts khỏi một máy bay không người lái tự huỷ trong gang tấc, và hai người bắt đầu một mối quan hệ.